# Jean Gosselin (bibliothécaire)
Pour les articles homonymes, voir Jean Gosselin et Gosselin.
Jean Gosselin est un mathématicien et astronome français, né vers 1510 à Vire et mort en novembre 1604 à Paris .
Il est le garde de la Bibliothèque du roi de 1560 à sa mort.

## Biographie
Protégé de Marguerite de Navarre, il publia en 1571 une Histoire des constellations. Sous son administration, pendant les règnes de Charles IX, Henri III et Henri IV, la Bibliothèque s’enrichit surtout grâce aux livres de privilège. Le rôle de Gosselin semble cependant avoir été secondaire après 1593, le président de Thou veillant personnellement à l’administration de la Bibliothèque. 
En novembre 1604, alors âgé de plus de 90 ans, alors qu'il est resté seul dans sa chambre, il tomba dans le feu et fut trouvé le lendemain à moitié consumé. 
Il est de la même famille que Guillaume Gosselin, mathématicien, né à Caen.

## Publications
- Ephémérides, ou Almanachs du jour et de la nuit pour 100 ans, Paris, 1571, in-4.
- Jan Gosselin, La declaration d'vn comete ov estoille prodigievse, laqvelle a commence a novs apparoistre à Paris, en la partie Septentrionale du ciel, au mois de Nouembre dernier, en lan present 1572 & se monstre encores auiourd'huy, avecqves vn discovrs des principipaus effects des Cometes, tant en François q'uen vers Latins: extraicts des plus notables Autheurs qui en ont escrit, Paris, Pierre l'Huillier, 1572 (lire en ligne).
- Historia imaginum coelestium noslro soeculo accomodata, ib., 1577, in-4.
- La Significat., de l'ancien jeu des cartes pythagoriq., ib., 1582, in-8.
- Calendrier grégorien perpétuel, trad, en franç., ibid., 1583, in-8.
- Remonstrance touchant la garde de la librairie du Roy, par Jean Gosselin, 1595
- Discours de la dignité et excellence des fleurs de lys et des armes des rois de France, Melun, 1593, Nantes, 1615, in-8, etc.